# Belägringen av Thorn
Belägringen av Thorn i Polen ägde rum mellan 26 maj och 14 oktober 1703 under stora nordiska kriget. Den svenska armén under kung Karl XII erövrade efter en nästan fem månaders lång belägring den befästa staden Thorn nära floden Vistula. Thorn försvarades av sachsiska soldater trogna till August den starke, Sachsens kurfurste och Polens kung. Medan svenskarna förlorade 50 män under belägringen förlorade sachsarna hela sin garnison på 6 000 man.
Riksrådet, greve Claes Ekeblad den äldre var i belägringen i Thorn, där han gav lysande prov på tapperhet liksom i flera av det stora nordiska krigets hetaste bataljer, såsom Slaget vid Kliszów 1702 och Slaget vid Gadebusch 1712, där han kommenderade vänstra flygeln.